# Ленокс, Люси

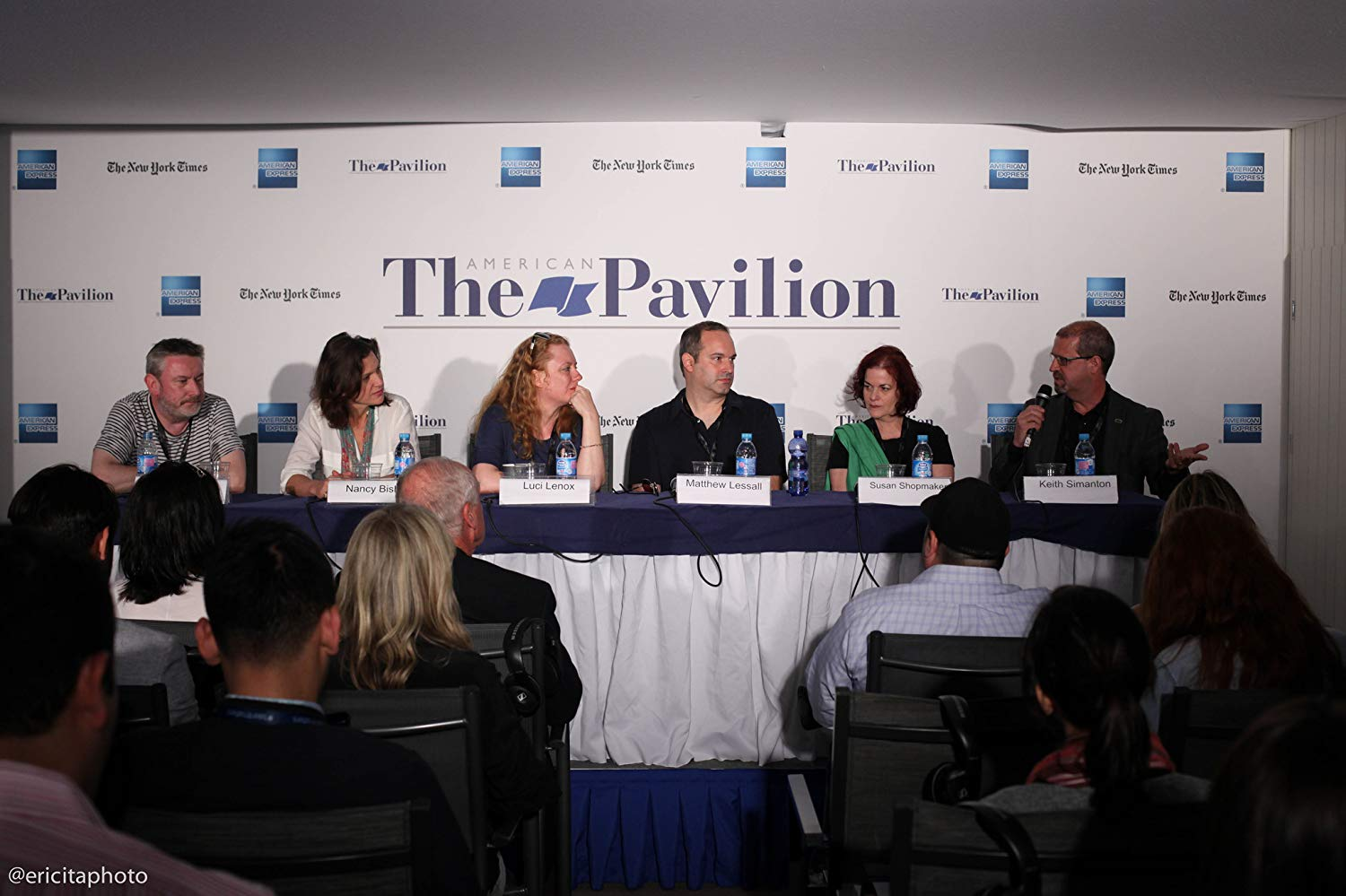

Люси Ленокс (англ. Luci Lenox; род. 20 июня 1968, Кембридж, Англия) — режиссёр по работе с актёрами (англ. Casting Director), режиссёр. актриса, является членом CSA, ICDN, ADC.
Среди успешных проектов, в которых работала Люси, такие художественные фильмы как «Вики Кристина Барселона» (режиссёр Вуди Аллен), «Голос Монстра» (Х.A. Байона), «Средь бела дня» (Мабрук Эль Мекри), «Диктатор» (Ларри Чарлез), «Парфюмер: История одного убийцы» (Том Тыквер) и другие. Её недавние кастинги для телевизионных серий включают такие проекты как Изумрудный город для NBC, Под несчастливой звездой для ABC и Shondaland.

## Биография
Люси Ленокс — режиссёр по работе с актёрами, которая более пятнадцать лет работает в киноиндустрии между Барселоной, Испанией и Великобританией. Её специализацией являются как международные проекты, которые снимаются в Испании, так и европейские совместные проекты. Люси также любит работать с начинающими кинематографистами и восходящими звездами.
Люси Ленокс работала над фильмами, которые в совокупности выиграли более 100 наград. Один из недавних известных проектов является фильм «Виктория» режиссёра Себастьяна Шиппера, который получил многочисленные награды на Кинофестивале «Берлинале» в 2015 году. Люси также работала над рекламными проектами для многих ведущих Мировых Режиссёров и Агентств, включая Джо Пайтка, Ноама Мурро, Трактор, Иоганна Крамера, Скотта Хикса, Вона Арнелла, Бенито Монторио, Дин Фримен и Тодд Филд среди многих других.
Основными клиентами Люси Ленокс являются Constantin, Filmax, MediaPro, Disney, Summit, Intrepid и Kanzaman.